# 매일신문
매일신문(每日新聞)은 대한민국 대구광역시를 근거지로 하는 지방 조간신문으로, 1946년에 창간했다.
본래는 석간신문이었으나, 2015년 1월 1일부터 조간신문으로 전환되었다. 본사는 대구광역시 중구 계산동2가 계산성당 옆에 있으며, 매일신문사 사옥 내에 대구가톨릭평화방송이 있다.
천주교 대구대교구 유지재단에서 운영했으나, 2022년 고속버스 운수회사인 경북고속에 매각됐다. 주재 지역은 서울, 김천, 의성 등 33곳이며 2실 5국 1본부 1지사 40부팀 지역본부의 조직에 283명이 종사하고 있다. 국내보급망으로 310개 지국이 있다.
한편, 과거 교구 소속일 당시 외부 칼럼에서 개신교계와 불교계의 글을 받아올 정도로 종교언론으로서보다는 종합 지역 일간지로서의 성격이 더 강했다.

## 역사
1946년 3월 1일 대구시 대안동(태평로 7가)에서 남선경제신문을 창간하였다. 1950년 8월 1일에는 제호를 대구매일신문으로 개칭하였으며, 같은 해 10월 1일 천주교 대구대교구 유지재단에 의해 인수되었다.
1955년 9월 14일 주필 최석채가 집필한 사설 "학도를 도구로 이용하지 말라"가 문제가 되어 자유당 간부 등이 신문사와 사원을 습격하는 대구매일신문 피습 사건이 발생하였다. 이 과정에서 최석채는 국가보안법 위반 혐의로 기소되었으나, 대법원에서 무죄 판결을 받았다.
1958년 12월 7일에는 사옥을 대구시 남일동 138번지로 이전하였으며, 1960년 2월 28일에는 4·19 혁명의 기폭제가 된 2·28 대구 학생의거의 선봉에 섰다. 같은 해 7월 7일에는 제호를 매일신문으로 개칭하였다.
1963년 3월 19일에는 무사설을 통해 군정 연장을 반대하였고, 1964년 8월에는 동아일보·조선일보·경향신문과 함께 ‘언론윤리위원회법’ 제정을 반대하여 그 시행을 보류시키는 데 앞장섰다. 1965년 12월 18일에는 간첩의 소지품으로 의심되는 물품을 보도한 사건으로 편집국장이 반공법 위반 혐의를 받았으나 무죄 판결을 받았다.
1979년 7월 25일에는 제1회 대붕기쟁탈 전국고교야구대회를 개최하였으며, 1980년 11월 30일 정부의 언론 통폐합 조치에 따라 영남일보를 인수하였다. 이어 1980년 12월 1일에는 제호를 다시 대구매일신문으로 변경하였고, 1981년 11월 14일에는 사옥을 현 위치인 대구광역시 중구 계산동2가 71번지로 이전하였다.
1988년 3월 1일에는 제호를 매일신문으로 환원하였으며, 1989년 4월에는 영남일보를 분리·복간하였다. 1995년 11월 17일에는 지방지로는 최초로 인터넷 홈페이지를 개설하였다.
1997년 4월 1일에는 제호를 한글 표기로 변경하고 전면 가로쓰기를 시행하였으며, 2009년 8월 4일에는 지령 2만 호를 돌파하였다. 2015년 1월 1일에는 조간으로 전환하였고, 2022년 3월 17일에는 코리아와이드에 인수되었다.

## 사시
- 땀과 사랑으로 겨레의 빛이 되리

## 지면
- 주5일제 신문을 발행한다.
- 매주 토요일,일요일 신문 발행하지 않고[4], 온라인 서비스를 계속한다.

## 역대 명예회장
- 최석채 (1981~1987)
- 전달출 신부 (1994~1996)

## 역대 회장
- 정태호 (1959~1960)
- 김상준 (1978~1979)
- 전달출 신부 (1989~1994)

## 사장
- 최덕홍 주교 (1950~1954)
- 임화길 신부 (1955~1956)
- 주병환 (1956~1957)
- 김영호 신부 (1957~1959/1960~1978)
- 신상도 (1959)
- 김덕룡 (1959~1960)
- 전달출 신부 (1978~1989)
- 김경환 신부 (1989~1992)
- 김부기 신부 (1992~2001)
- 정재완 신부 (2001~2004)
- 조환길 신부 (2004~2007)
- 이용길 신부 (2007~2008)
- 이창영 신부 (2008~2013)
- 여창환 신부 (2013~2018)
- 이상택 신부 (2018~2022)
- 여운동 신부 (2022)
- 정창룡 (2022~2023)
- 이동관(2024~)

## 역대 슬로건
- 달리는 신문 매일신문 (1994)
- 우리 곁에 가까이 있는 신문 (1995)
- 대구경북이 Pick한 뉴스 (2020 ~ 현재)

## 통계
| 년도                          | 발행 부수 (대구) | 발행 부수 (경북) | 비고 |
| ----------------------------- | ---------------- | ---------------- | ---- |
| 2009년                        | 104,174          | 46,229           |      |
| 2011년                        | 102,470          | 45,919           |      |
| 2013년                        | 99,813           | 44,925           |      |
| 2015년                        | 83,492           | 37,355           |      |
| 2017년                        | 84,100           | 37,370           |      |
| 출처: 한국ABC협회, 미디어오늘 |                  |                  |      |

## 같이 보기
- 대붕기 전국고교야구대회